# Osman Can Özdeveci
Osman Can Özdeveci (* 23. August 1995 in Selçuklu) ist ein türkischer Kugelstoßer.

## Sportliche Laufbahn
Erste internationale Erfahrungen sammelte Osman Can Özdeveci 2011 beim Europäischen Olympischen Jugendfestival in Trabzon, bei dem er mit 16,57 m den zwölften Platz im Kugelstoßen erreichte und im Diskuswurf mit 50,93 m auf Rang neun gelangte. Zwei Jahre später nahm er im Kugelstoßen an den Junioreneuropameisterschaften in Rieti teil, schied dort aber mit 17,32 m in der Qualifikation aus. 2014 belegte er bei den U23-Mittelmeermeisterschaften in Aubagne mit 17,18 m den sechsten Platz und bei den Juniorenweltmeisterschaften in Eugene wurde er mit 19,58 m Fünfter. Im Jahr darauf schied er bei den U23-Europameisterschaften in Tallinn mit 17,65 m in der Qualifikation aus und 2017 siegte er bei den Islamic Solidarity Games in Baku mit 19,83 m. Anschließend wurde er bei den U23-Europameisterschaften in Bydgoszcz mit 19,63 m Vierter und gelangte bei der Sommer-Universiade in Taipeh mit 18,52 m auf den neunten Platz.
2018 nahm er erstmals an den Mittelmeerspielen in Tarragona teil und belegte dort mit einer Weite von 19,58 m den fünften Platz. Anschließend schied er bei den Europameisterschaften in Berlin mit 18,77 m in der Qualifikation aus. Im Jahr darauf schied er bei den Halleneuropameisterschaften in Glasgow mit 19,13 m in der Qualifikation aus und bei den Studentenweltspielen in Neapel gelang ihm kein gültiger Versuch.
2018 und 2019 wurde Özdeveci türkischer Meister im Kugelstoßen im Freien sowie 2019 auch in der Halle.

## Persönliche Bestweiten
- Kugelstoßen: 20,26 m, 20. Mai 2018 in Mersin
  - Kugelstoßen (Halle): 19,13 m, 1. März 2019 in Glasgow